# Vyšný Čaj
Vyšný Čaj – wieś (obec) na Słowacji położona w kraju koszyckim, w powiecie Koszyce-okolice. Pierwsze wzmianki o miejscowości pochodzą z roku 1335. 
Według danych z dnia 31 grudnia 2012, wieś zamieszkiwały 303 osoby, w tym 149 kobiet i 154 mężczyzn.
W 2001 roku rozkład populacji względem narodowości i przynależności etnicznej wyglądał następująco:
- Słowacy – 98,23%
- Czesi – 0,71%
- Węgrzy – 0,71%

Ze względu na wyznawaną religię struktura mieszkańców kształtowała się w 2001 roku następująco:
- Katolicy rzymscy – 40,28%
- Grekokatolicy – 0,71%
- Ewangelicy – 2,12%
- Ateiści – 3,89%
- Nie podano – 0,71%